# Le Chevalier des clairières franches
Le chevalier des clairières franches est un roman fantastique britannique  de Paul Stewart et Chris Riddell, il a été publié en France en 2005. C’est le sixième volume des  Chroniques du bout du monde et le troisième de la  Trilogie de Rémiz.

## Résumé
Rémiz, le héros, emmène le peuple d'Infraville vers une nouvelle terre, les Clairières franches. Le trajet se fait en milieu hostile alors que s'affrontent deux clans ayant l'un et l'autre des vues sur les nouveaux arrivants : les Pies-grièches veulent leur anéantissement mais les Gobelins souhaitent les asservir.